# Marion Reiff
Marion Reiff (* 21. Mai 1979 in Wien) ist eine ehemalige österreichische Wasserspringerin, die an den Olympischen Spielen 2000 in Sydney und 2004 in Athen teilgenommen hat. Reiffs größter Erfolg war der 4. Platz im Synchronspringen bei den Olympischen Spielen von Sydney 2000 sowie eine Bronze-Medaille bei der Europameisterschaft 1997 in Sevilla. Reiffs Paradedisziplin war der 10-Meter-Turm, im Einzel sowie im Synchronspringen mit ihrer Kollegin Anja Richter.
Nach ihrer Karriere ist die Mutter zweier Töchter als selbständige Pilates-Trainerin und zertifizierte Rolferin mit Praxis im 2. und 19. Wiener Gemeindebezirk tätig.
Marion Reiff ist zudem seit 2012 bei den Wettkämpfen der Red Bull Cliff Diving World Series und seit 2017 bei internationalen High Diving-Wettkämpfen des Internationalen Schwimmverbandes (World Aquatics) als Punkterichterin (Judge) im Einsatz.

## Karriere
Entdeckt wurde Marion Reiff von ihrer späteren Trainerin Roswitha Bartunek im Schul-Turnunterricht. Vorkenntnisse im Geräteturnen sowie eine einjährige Ballett-Ausbildung an der Wiener Staatsoper sorgten dafür, dass das Bewegungstalent der damals Zehnjährigen unübersehbar war. Reiff schloss sich der Trainingsgruppe rund um Jürgen Richter, Richard Frece und Anja Richter an und entdeckte die Liebe zum Wassersprung-Sport. In den folgenden Jahren fand sie schnell Anschluss an die nationale und internationale Spitze im Jugendbereich.

### Erste Erfolge
Marion Reiff trat im Alter von 16 Jahren bei internationalen Wettkämpfen an. Beim FINA Diving Grand Prix 1995 in Madrid holte sie einen 9. Platz vom 10-Meter-Turm und einen 7. Platz vom 3-Meter-Brett. 1997 erlangte sie im Alter von 17 Jahren beim FINA Diving Grand Prix in Fort Lauderdal (Florida/USA) mit Anja Richter Platz 5 im 3-Meter-Synchronspringen. Die bis dahin beste Einzelleistung von 10 Metern gelang ihr bei ihrem Heim-Grand-Prix in Wien, wo sie Fünfte wurde.
Großer Erfolg stellte sich bei der Europameisterschaft 1997 in Sevilla ein. Reiff belegte im Einzel den 10. Platz. Im Synchronspringen vom 10-Meter-Turm sorgte sie mit Anja Richter allerdings für eine historische Medaille. Das Duo erlangte den 3. Platz und somit Bronze hinter dem deutschen (Gold für Wetzig/Piper) und französischen Paar (Silber für Danaux/Arboles-Souchon). Diese Bronze-Medaille war bei diesen Wettkämpfen die einzige Medaille für den Österreichischen Schwimmverband.

### Olympia 2000
In den folgenden Jahren stand die Teilnahme bei den Olympischen Spielen 2000 in Sydney im Fokus. Richter und Reiff verstärkten das Synchron-Training, was sich mit einem 2. Platz beim FINA Diving Grand Prix 1999 in Juarez City/Mexiko zu Buche schlug. Im Jänner 2000 erreichten Reiff/Richter mit einem 6. Platz beim World Cup in Sydney/Australien den Listen-Platz für Olympia und qualifizierten sich somit für die Olympischen Spiele im gleichen Jahr. Zudem durften Reiff und Richter auch jeweils im Einzel antreten.

### Sydney 2000
Der Wettkampf im 10-Meter-Synchronspringen verlief für das österreichische Duo Marion Reiff und Anja Richter zunächst sehr gut. Nach dem ersten Pflichtsprung lag man im Feld der besten 8 Paare auf Rang 3. Bei Sprung Nummer 3 (dem 1. Kürsprung) legte man lediglich den sechstbesten Sprung dieses Durchgangs hin und viel auf Rang 5 zurück. Der vorletzte Sprung gelang dem Paar aus Wien hervorragend, vor dem letzten Durchgang lag man auf dem 3. Platz. Doch mit dem letzten Sprung konnten die Lokalmatadorinnen Rebecca Gilmore und Loudy Tourky vorbeiziehen und sich mit 7,5 Punkten Vorsprung die Bronzemedaille sichern.

### 2001–2004 Olympia Athen
Dasselbe Schicksal wiederholte sich bei den 9. FINA Weltmeisterschaften 2001 im japanischen Fukuoka. Reiff/Richter mussten sich im Kampf um Platz 3 den Lokalmatadorinnen Emi Otsuki und Takiri Miyazaki aus Japan geschlagen geben und mit Platz 4 vorlieb nehmen. 2002 erreichte man in Coral Springs auch einen 4. Platz, im Juni 2003 sicherte sich man beim FINA Diving Grand Prix in Rom/Italien einen 2. Platz. Im März 2004 folgte beim Grand Prix in Rostock/Deutschland ein 3. Platz. Die Qualifikation zu den Olympischen Spielen gelang diesmal nur im Einzel. Im Synchronspringen wurde der Listenplatz verpasst. Marion Reiff startete bei den Olympischen Spielen 2004 nur im Einzel und verpasste mit einem 31. Platz die Teilnahme am Semifinale.

### 2005–2006 Karriereende
2005 konnten Reiff/Richter beim FINA Diving Grand Prix in Madrid/Spanien mit einem 2. Platz und beim Grand Prix in Rom/Italien mit einem 3. Platz zwei Stockerlplätze erreichen. Im Jahr 2006 bestritt Marion Reiff bei den Europameisterschaften in Budapest/Ungarn ihren letzten Wettkampf. Im Jänner 2007 erklärte Marion Reiff aufgrund einer Schwangerschaft ihr Karriereende.

### Nach der Karriere
Marion ist weiterhin dem Wassersprung-Sport als Kindertrainerin der Schwimm-Union Wien tätig. Für die Sportunion Melk organisiert sie auch Sommerkurse. Seit 2017 ist sie Lehrbeauftragte am Institut für Sport- und Bewegungswissenschaften an der Uni Wien sowie Lehrbeauftragte für die USI Wien.
2011 war Reiff Co-Kommentatorin beim TV-Sender ServusTV für die Übertragungen der Red Bull Cliff Diving World Series. Seit 2012 nimmt sie bei dieser Serie die Funktion als Punkterichterin ein. Seit dem Jahr 2017 bekleidet sie dieselbe Funktion bei den WorldCups im High Diving des internationalen Schwimmverbandes World Aquatics.
2024 ist sie für den ORF Co-Kommentatorin bei den Übertragungen der Wassersprungbewerbe der Olympischen Spiele in Paris.

## Pilates, Rolfing
Noch während ihrer Karriere begann Marion mit der Ausbildung zur Pilates-Trainerin. Auch dank der Unterstützung und Förderung durch das Bundesheer, wo Marion Reiff seit 2002 Heeressportlerin war.
Zusätzlich zu ihrer Tätigkeit als Pilates-Trainerin erfolgte über Jahre die Ausbildung zur zertifizierten Rolferin bei der ERA München.

## Nachweise
1. ↑  Olympedia – Marion Reiff. Abgerufen am 31. Mai 2024.
2. ↑  Rolfing – Marion Reiff – Wien. Abgerufen am 31. Mai 2024.
3. ↑  FAQs. Abgerufen am 31. Mai 2024 (englisch).
4. ↑  1997 European Aquatics Championships. 16. April 2023 (archive.org [abgerufen am 31. Mai 2024]).
5. ↑  1997 European Aquatics Championships. 16. April 2023 (archive.org [abgerufen am 31. Mai 2024]).
6. ↑  tcaps: Marion Reiff, Anja Richter – Seville 97 -part1 (no sound). 2. Dezember 2016, abgerufen am 31. Mai 2024.
7. ↑  tcaps: Marion Reiff, Anja Richter – Seville 97 -part2 (no sound). 2. Dezember 2016, abgerufen am 31. Mai 2024.
8. ↑  Flipnrip: 1999 Diving Grand Prix – Juarez – Womens Platform Diving – Mexico. 6. Januar 2021, abgerufen am 31. Mai 2024.
9. ↑  Olympic. International Olympic Comitee, 1. November 2000, abgerufen am 31. Mai 2024 (englisch).
10. ↑  2004 Olympische Spiele – Turmspringen 10m Frauen. In: Olympics. International Olympic Comitee, abgerufen am 31. Mai 2024 (englisch).
11. ↑  Ƹ̵̡Ӝ̵̨̄Ʒ: European Championships 2006 Budapest. 26. Mai 2019, abgerufen am 31. Mai 2024.
12. ↑  Marion Reiff gab Rücktritt bekannt. Abgerufen am 31. Mai 2024.
13. ↑  Marion Reiff. Universität Wien, abgerufen am 31. Mai 2024.
14. ↑  Aktuelle Kursliste zu den Kursen des USI Wien. Abgerufen am 31. Mai 2024.
15. ↑  bernhard.hanisch,katharina.salzer: Sprung vom Zehn-Meter-Turm: Wer traut sich? 6. August 2023, abgerufen am 31. Mai 2024.
16. ↑  Heeressportlerin Marion Reiff. 27. Oktober 2004, abgerufen am 31. Mai 2024.

| Personendaten    | Personendaten                    |
| ---------------- | -------------------------------- |
| NAME             | Reiff, Marion                    |
| KURZBESCHREIBUNG | österreichische Wasserspringerin |
| GEBURTSDATUM     | 21. Mai 1979                     |
| GEBURTSORT       | Wien                             |